# Satswarupa dasa Goswami

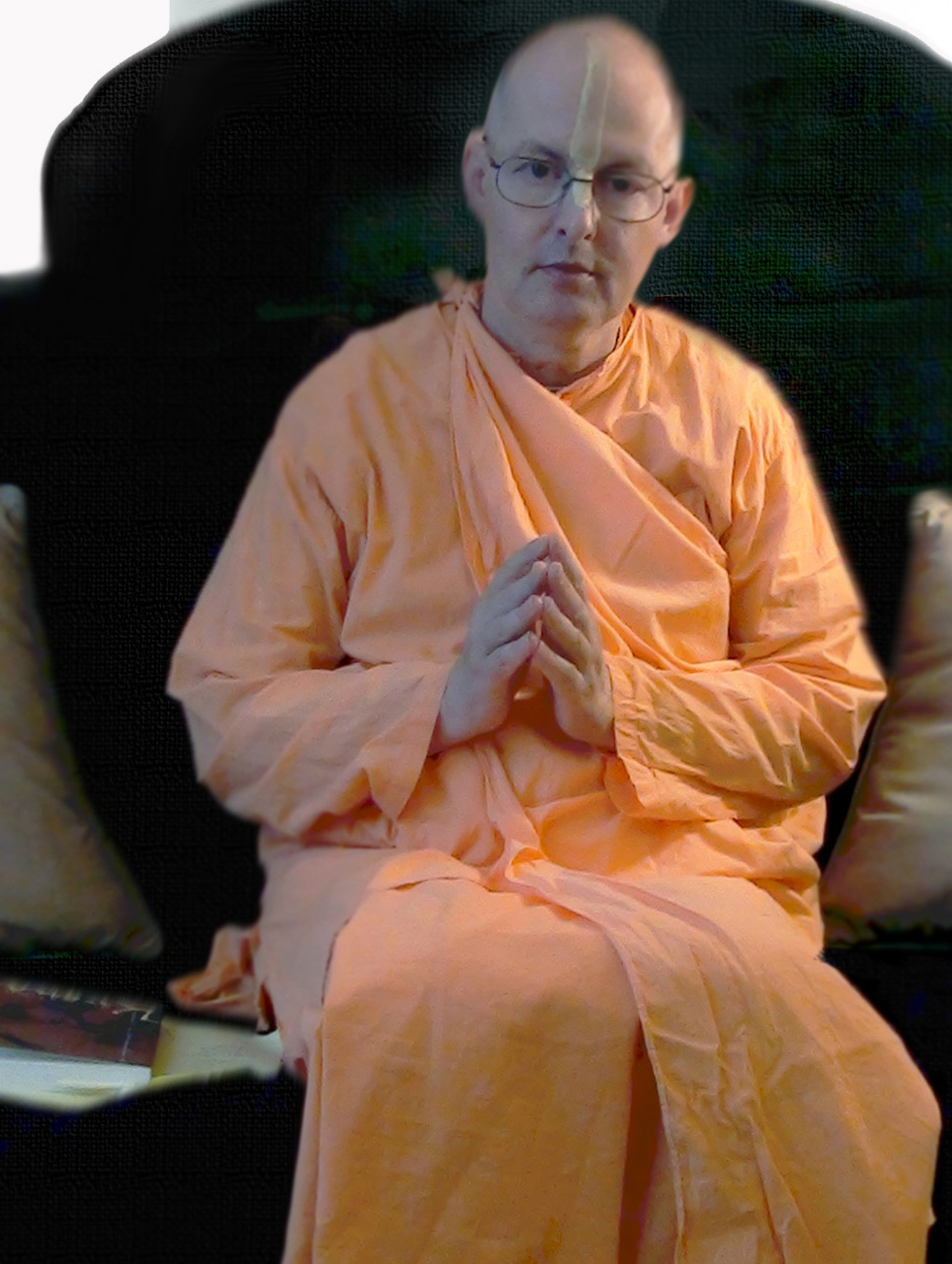
Satsvarupa dasa Goswami w 2005 r.

Satswarupa das Goswami (sanskryt सत्स्वरूप दास गोस्वामी, trl. satsvarūpa dāsa gosvāmī) (ur. 1939) – hinduski duchowny i nauczyciel w tradycji gaudija wisznuizmu, ISKCON, guru i pisarz.

## Życiorys
Urodził się w Nowym Jorku w roku 1939.
Podczas pierwszego spotkania ze swoim mistrzem duchowym w 1966, Bhaktiwedantą Swamim Prabhupada został formalnie przyjęty na ucznia.
Satswarupa das Goswami przyjął sannyasę (wyrzeczony porządek życia) od Prabhupada w maju 1972 roku. Zaczął podróżować po Stanach Zjednoczonych, prowadził wykłady w college’ach i na uniwersytetach. W styczniu 1974 roku na życzenie Śrila Prabhupada został jego osobistym sekretarzem i podróżował z nim po Indiach i Europie. Satsvarup das Goswami jest również autorem wielu książek, w tym sześciotomowej, pełnej biografii Śrila Prabhupada zatytułowanej Śrila Prabhupada lilamrta oraz jej skróconej wersji, Prabhupad.

## Dzieła
- Narada bhakti sutra
- Mukunda Mala stotra
- Srila Prabhupada Lilamrita
- Nektar Prabhupada
- Prabhupada – Człowiek mędrzec, jego dzieło i życie
- Czym są wedy? Zarys myśli staroindyjskiej wraz ze słownikiem terminów sanskryckich